# Тепловыделяющий элемент

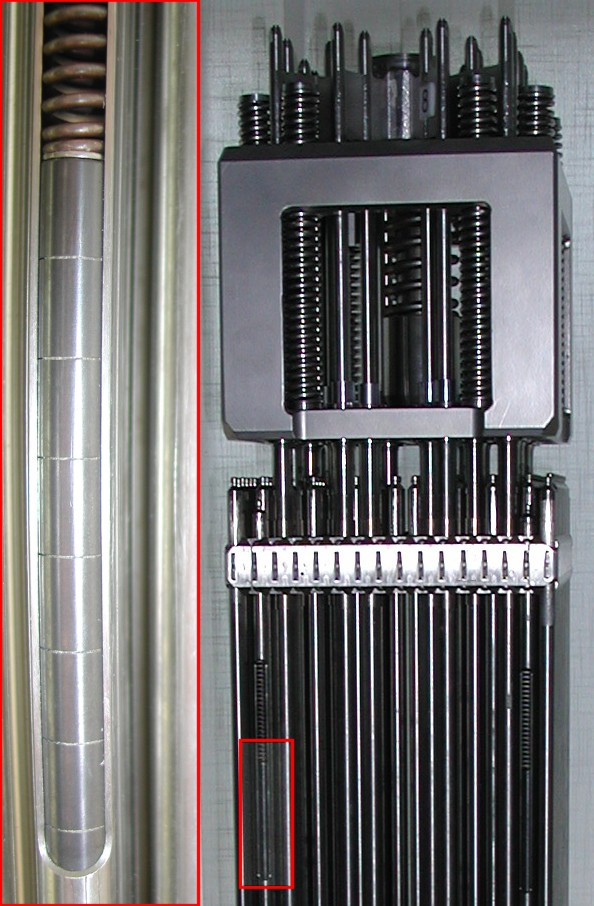
Справа ТВС, большинство ее трубок — ТВЭЛы. Слева ТВЭЛ, оболочка вскрыта и видны топливные таблетки

Тепловыделя́ющий элеме́нт (ТВЭЛ) — главный конструктивный элемент активной зоны гетерогенного ядерного реактора, содержащий ядерное топливо. В ТВЭЛах происходит деление тяжёлых ядер 235U или 239Pu, сопровождающееся выделением тепловой энергии, которая затем передаётся теплоносителю. ТВЭЛ должен обеспечить отвод тепла от топлива к теплоносителю и препятствовать распространению радиоактивных продуктов из топлива в теплоноситель.
ТВЭЛ состоит из топливного сердечника, оболочки и установочных деталей. Несколько ТВЭЛов и крепёжно-установочные элементы объединяются в единую конструкцию, которая называется тепловыделяющая сборка (ТВС). Конструкция и материалы ТВЭЛа определяются конструкцией реактора: гидродинамикой и химическим составом теплоносителя, температурными режимами, требованиями к нейтронному потоку. В большинстве реакторов ТВЭЛ представляет собой герметичную трубку из стали или циркониевых сплавов внешним диаметром около сантиметра и длиной десятки — сотни сантиметров, заполненную таблетками ядерного топлива.

## Устройство

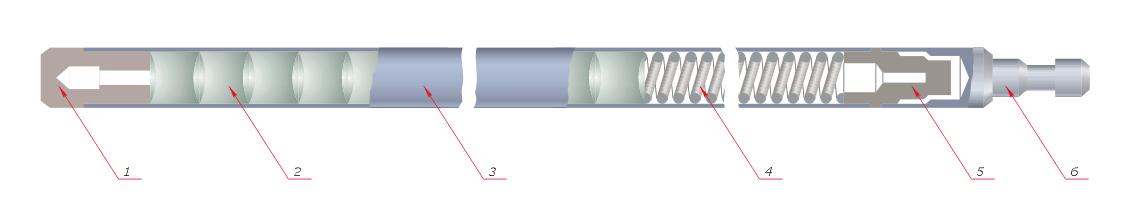
Устройство твэла реактора РБМК: 1 — заглушка; 2 — таблетки диоксида урана; 3 — оболочка из циркония; 4 — пружина; 5 — втулка; 6 — наконечник.

Внутри ТВЭЛов происходит выделение тепла за счёт ядерной реакции деления топлива и взаимодействия нейтронов с веществом материалов активной зоны и теплоносителя, которое передаётся теплоносителю. Конструктивно каждый твэл состоит из сердечника и герметичной оболочки.
Помимо делящегося вещества (233U, 235U, 239Pu), сердечник может содержать вещество, обеспечивающее воспроизводство ядерного топлива (238U, 232Th).

### Сердечник
Сердечники бывают металлическими, металлокерамическими или керамическими. Для металлических сердечников используются чистые уран, торий или плутоний, а также их сплавы с алюминием, цирконием, хромом, цинком. Материалом металлокерамических сердечников служат спрессованные смеси порошков урана и алюминия. Для керамических сердечников спекают или сплавляют оксиды или карбиды урана или тория (UO2, ThC2).
Высоким требованиям по механической прочности и устойчивости физических свойств и геометрических размеров в условиях интенсивного нейтронного и γ-излучения наиболее соответствуют керамические и металлокерамические сердечники, однако из-за наличия наполнителя для них требуется ядерное топливо повышенного обогащения (с содержанием 235U до 10 % и более). Для повышения стойкости сердечника, в него иногда добавляют материалы, интенсивно поглощающие нейтроны (например, молибден).
В большинстве энергетических реакторов обычно применяют керамические сердечники из диоксида урана (UO2), которые не деформируются в течение рабочего цикла выгорания топлива. Другое важное свойство этого соединения — отсутствие реакции с водой, которая может привести в случае разгерметизации оболочки твэла к попаданию радиоактивных элементов в теплоноситель. Также, к достоинствам диоксида урана можно отнести то, что его плотность близка к плотности самого урана, что обеспечивает нужный поток нейтронов в активной зоне.

### Оболочка
Хорошая герметизация оболочки твэлов необходима для исключения попадания продуктов деления топлива в теплоноситель, что может повлечь распространение радиоактивных элементов в активную зону и первый контур охлаждения реактора. Контроль герметичности оболочек на работающем реакторе производится по уровню этих элементов в первом контуре реактора. Также химическая реакция урана, плутония и их соединений с теплоносителем может повлечь деформацию твэла и другие нежелательные последствия.
Материал оболочки твэлов должен обладать следующими свойствами:
- высокая коррозионная, эрозионная и термическая стойкость;
- он не должен существенно изменять характер поглощения нейтронов в реакторе.

Оболочки твэлов в настоящее время изготавливают из сплавов алюминия, циркония, нержавеющей стали. Сплавы алюминия используются в реакторах с температурой активной зоны менее 250—270 °C, сплавы Zr — в энергетических реакторах при температурах 350—400 °C, а нержавеющая сталь, которая интенсивно поглощает нейтроны, — в реакторах с температурой более 400 °C. Иногда используют и другие материалы, например, графит.
В случае использования керамических сердечников, между ними и оболочкой оставляют небольшой зазор, необходимый для учёта различных коэффициентов теплового расширения материалов, а для улучшения теплообмена оболочку твэла вместе с сердечниками заполняют газом, который хорошо проводит тепло, чаще всего для этих целей используют гелий. В процессе работы твэла исходный зазор (примерно 100 мкм по радиусу) уменьшается, вплоть до полного исчезновения.

## Конструктивное исполнение
Твэл реактора ВВЭР-1000 представляет собой трубку, заполненную таблетками из диоксида урана UO2 и герметично уплотненную. Трубка твэла изготовлена из рекристализованного циркония, легированного 1 % ниобия (сплав Zr1Nb). Плотность сплава 6,55 г/см³, температура плавления 1860 °C. Для сплава Zr1Nb температура 350 °C является своеобразной критической точкой, после которой прочностные свойства сплава ухудшаются, а пластические увеличиваются. Наиболее резко свойства изменяются при температурах 400—500 °C. При температуре выше 1000 °C цирконий взаимодействует с водяным паром, при 1200 °C эта реакция протекает быстро (минуты) (при этом выделяющееся тепло реакции разогревает оболочку до температуры плавления (1860 °C) и образуется водород).
Наружный диаметр трубки твэла 9,1±0,05 мм, толщина 0,65±0,03 мм, внутренний диаметр — 7,72+0,08 мм.
В трубку с зазором 0,19—0,32 мм в диаметре помещены таблетки диоксида урана высотой 9-12 мм и диаметром 7,57−0,03 мм. В середине таблеток имеются отверстия диаметром 2,3 мм, а края скруглены фасками. В холодном состоянии общая длина столба таблеток в твэле составляет 3530 мм. Длина трубки твэла составляет 3800 мм, положение столба топливных таблеток зафиксировано разрезными втулками из нержавеющей стали и пружиной, не препятствующими тепловым перемещениям.
При герметизации твэла его внутренняя полость заполняется гелием под давлением 20—25 атм. Внутренний объём твэла (в холодном состоянии 181 см³) на 70 % заполнен таблетками топлива. Длина твэла 3837 мм, масса топлива 0.93-1.52 кг, на нижней концевой пробке имеется поперечное отверстие для крепления к нижней опорной решетке тепловыделяющей сборки.
Герметичность каждого твэла проверяется гелиевым течеискателем. Герметизирующие элементы твэла (трубка и концевые детали) образуют оболочку, а таблетки диоксида урана — топливный сердечник.
Цирконий удачно сочетает ядерные и физические характеристики с механическими свойствами, коррозионностоек в большинстве сред, применяемых в качестве теплоносителей ядерных реакторов и достаточно технологичен.
Таблетки диоксида урана имеют высокую температуру плавления (около 2800 °C), не взаимодействуют с водой и паром даже при высоких температурах, совместимы с материалом оболочки твэла.
Диоксид урана имеет низкую теплопроводность (в 40 раз меньше, чем у стали). Плотность диоксида урана 10,4—10,7 г/см³. При протекании цепной реакции в объёме топливных таблеток равномерно выделяется энергия до 0,45 кВт/см³ (450 кВт/л).
Это тепло отводится из объёма таблеток к поверхности трубок (оболочек), охлаждаемых водой, поэтому наибольшая температура устанавливается на оси симметрии таблеток.
При номинальной мощности реактора температура на оси твэла составляет около 1600 °C, а на поверхности таблеток — около 470 °C. Максимальная температура достигает соответственно 1940 и 900 °C. Перепад температуры на газовом зазоре между таблетками и трубкой (оболочкой) в среднем составляет 100 °C, на оболочке — 23 °C. Температура наружной поверхности трубки твэла составляет около 350 °C. Удельный тепловой поток составляет 0,6 МВт/м², а линейный тепловой поток — 17 кВт/м трубки.
При номинальной мощности давление гелия достигает 80—100 атм, а топливный сердечник твэла удлиняется от нагрева на 30 мм.
Содержание делящегося 235U в массе топливных таблеток составляет до 5 % в начале кампании и всего лишь 3 % урана может быть израсходовано от этой доли.
Для загрузки в реактор твэлы объединяются в так называемые тепловыделяющие сборки (ТВС), которые в случае твёрдого замедлителя размещают в специальных каналах, по которым протекает теплоноситель. В реакторах с жидким замедлителем сборки размещаются непосредственно в его объёме.

## Характеристики
Основной параметр ТВЭЛа — глубина выгорания топлива. В современных ВВЭР глубина выгорания достигает 50-60 МВт·сут/кг за 4,5—5 лет (3 кампании по 1,5 года или 5 по году).